# Diocesi di Forma
La diocesi di Forma (in latino Dioecesis Formensis) è una sede soppressa e sede titolare della Chiesa cattolica.

## Storia
Forma, forse identificabile con le rovine di Kherbet-Fraim nell'odierna Algeria, è un'antica sede episcopale della provincia romana di Numidia.
Sono quattro i vescovi noti di questa antica diocesi africana.
Urbano de Numidia, vissuto nella seconda metà del IV secolo, è menzionato da sant'Ottato nel suo De schismate Donatistarum, come fondatore della setta urbanista nell'ambito del movimento donatista. Il nome di Urbano è associato a quello di Felice di Idicra, in occasione del rescritto dell'imperatore Giuliano a favore dei donatisti. Entrambi si macchiarono di delitti contro i cattolici, alcuni dei quali mortali.
Alla conferenza di Cartagine del 411, che vide riuniti assieme i vescovi cattolici e donatisti dell'Africa romana, fu presente il donatista Giusto (Iustus); la sede in quell'occasione non aveva un vescovo cattolico. Giusto non sottoscrisse gli atti, ma dette mandato di firmare al vescovo donatista Marziale di Idicra
Nella lista dei vescovi convocati a Cartagine dal re vandalo Unerico nel 484, si trovano due vescovi Formensis. Il nome di Ponticano si trova al 104º posto nella lista dei vescovi della Numidia; Ponticano era già deceduto all'epoca della redazione di questa lista.
Il secondo vescovo è Mensor, episcopus Formensis, il cui nome appare al 108º posto nella lista dei vescovi della Numidia; Mensore, come tutti gli altri vescovi cattolici africani, fu condannato all'esilio. Questo vescovo è identificato con il vescovo Missor, menzionato come senex primae sedis Numidiae, che fu destinatario di una lettera di Bonifacio di Cartagine l'8 gennaio 525. In qualità di primate di Numidia, Missore è invitato a delegare 3 vescovi, di sua scelta, per il concilio di Cartagine di quell'anno, non potendo lui stesso parteciparvi per la sua avanzata età. A sua volta, Missore scrisse una lettera di risposta, che fu letta nella prima seduta del concilio cartaginese.
La presenza di due vescovi Formensis nelle liste episcopali del 484, porta ad ipotizzare la presenza di due diocesi omonime in Numidia. Secondo Jaubert, i vescovi Urbano, Giusto e Ponticano apparterrebbero alla sede di Forma I, mentre Mensore a quella di Forma II.
Dal 1933 Forma è annoverata tra le sedi vescovili titolari della Chiesa cattolica; la sede è vacante dal 7 luglio 2025.

## Cronotassi

### Vescovi residenti
- Urbano † (IV secolo) (vescovo donatista)
- Giusto † (menzionato nel 411) (vescovo donatista)

- Ponticano † (prima del 484)
- Mensore † (prima del 484 - circa 525 deceduto)

### Vescovi titolari
- William Edward Cousins † (17 dicembre 1948 - 19 maggio 1952 nominato vescovo di Peoria)
- Otoniel Alcedo Culquicóndor, S.D.B. † (17 febbraio 1953 - 28 agosto 1958 nominato vescovo di Ayacucho o Huamanga)
- James Joseph Gerrard † (2 febbraio 1959 - 3 giugno 1991 deceduto)
- Yohannes Woldegiorgis † (21 dicembre 1991 - 19 settembre 2002 deceduto)
- Giuseppe Nazzaro, O.F.M. † (21 novembre 2002 - 26 ottobre 2015 deceduto)
- Shorot Francis Gomes (8 febbraio 2016 - 12 maggio 2021 nominato vescovo di Sylhet)
- Justin Ain Soongie (15 giugno 2021 - 7 luglio 2025 nominato vescovo di Wabag)